# ゴードン・ムンマ
ゴードン・ムンマ（Gordon Mumma、1935年3月30日 - 、マサチューセッツ州フレイミングハム生まれ）は、アメリカの作曲家である。彼は、自分で作ったデバイスである多くの電子機器を使った演奏や、管楽器での演奏で最もよく知られている。

## 略歴
ムンマは、高校を中退した後、1952年に17歳でミシガン大学に入学した。1年後にミシガン大を中退したが、彼がアナーバーで築いたコネクションは彼の音楽キャリアにおいて多大な基礎となった。初期の作品はピアノによるものであり、彼の音楽の発展は、バッハやハイドンなどの伝統的な作曲家だけでなく、バルトーク、シェーンベルク、ヴェーベルン、アイヴズなど現代の作曲家に基づいていた。
ピアノによるムンマの演奏は、ジョン・ケージやデイヴィッド・チューダー、その他の演奏者と組んで、ピアノ・アンサンブルの文脈で行われることがよくあった。1960年代に、ロバート・アシュリーとの2台のピアノによるパフォーマンスのコラボレーションで国際的にツアーを行った。1958年から1966年にかけてアシュリーと一緒にアナーバーの電子音楽のための協同スタジオを共同で設立し、1961年から1966年にかけてはアナーバーで開催されたONCEフェスティバルの共同創設者を務め、1966年から1974年までマース・カニンガム・ダンス・カンパニーのレジデント作曲家を務めた。また、アシュリー、アルヴィン・ルシエ、デヴィッド・バーマンと共にソニック・アーツ・ユニオンのメンバーとなった。
ムンマは、1975年から1994年までカリフォルニア大学サンタクルーズ校で音楽の教授を務め、その作曲の学生には、クリス・ブラウン、ジョー・ハンナン、ダン・ケラー、ダニエル・ジェームズ・ウルフ、ジョナサン・シーゲル、藤枝守がいた。ムンマは、カリフォルニア州オークランドのミルズ・カレッジとも密接な関係があり、1981年にはダリウス・ミヨー教授、1989年には著名客員作曲家、1999年にはジャン・マクダフ・ヴォークスの合唱団付きの作曲家を務めた。彼は現代美術財団ジョン・ケージ賞（2000年）を受賞した。
ムンマは現在、カナダのブリティッシュコロンビア州ビクトリアに住み、作曲を続けている。

## 映像作品
- 1976年 - Music With Roots in the Aether: Opera for Television Tape 4: Gordon Mumma ※ロバート・アシュリー製作、監督。New York, New York: Lovely Music.